# Lunokhod 1
Lunokhod 1 (Луноход, caminador lunar en rus; Аппарат 8ЕЛ № 203, vehicle 8ЕЛ№203) va ser el primer de dos astromòbils lunars no tripulats que va aterrar a la Lluna per la Unió Soviètica com a part del seu programa Lunokhod. La nau espacial que va transportar el Lunokhod 1 va ser anomenada Luna 17. El Lunokhod va ser el primer robot controlat remotament a aterrar en un altre cos celeste.

## Astromòbil
El Lunokhod 1 va ser un vehicle lunar creat d'un compartiment en forma de banyera amb una tapa convexa gran amb vuit rodes amb alimentació elèctrica independent. Feia 2,3 m de llargada. El Lunokhod va ser equipat amb una antena amb forma de con, una antena helicoidal altament direccional, quatre càmeres de televisió, i dispositius especials extensibles per provar el sòl lunar per les proves de la densitat i propietats mecàniques del sòl. També es va incloure un espectròmetre de raigs X, un telescopi de raigs X, sensors de raigs còsmics, i un dispositiu làser. El vehicle va ser alimentat per bateries que eren recarregades durant el dia lunar per un panell de cèl·lules fotovoltaiques muntades en la part inferior de la tapa. Per ser capaç de treballar en buit, es va utilitzar un lubricant basat en fluorur especial per a les peces mecàniques i els motors elèctrics (un a cada cub de roda) van ser tancats en contenidors pressuritzats. Durant les nits lunars, la tapa s'havia de tancar i una unitat de calor de radioisòtops de poloni-210 mantenia els components interns en una temperatura operativa. El Lunokhod estava destinat a operar durant tres dies lunars (aproximadament 3 mesos terrestres) però en realitat va funcionar durant onze dies lunars.

## Llançament i òrbita lunar
El Luna 17 va ser llançat el 10 de novembre de 1970 a les 14:44:01 UTC. Després d'arribar a l'òrbita d'aparcament terrestre, el tram final del coet de llançament del Luna 17 encaminar-los en una trajectòria cap a la Lluna (1970-11-10 a les 14:54 UTC). Després de dues maniobres de correcció en curs (el 12 i 14 de novembre), va entrar en òrbita lunar el 15 de novembre de 1970 a les 22:00 UTC.

## Aterratge i operacions de superfície
La nau espacial aterratge suau a la Lluna sobre el Mare Imbrium el 17 de novembre a les 03:47 UTC. El mòdul de descens tenia rampes duals dels quals la càrrega útil, el Lunokhod 1, podria baixar a la superfície lunar. A les 06:28 UT, l'astromòbil va tocar la superfície de la Lluna.
L'astromòbil va córrer durant tot el dia lunar, aturant-se ocasionalment per recarregar les seves bateries a través dels panells solars. A la nit, l'astromòbil va hivernar fins a l'alba, escalfada per la font radioactiva.
1970:
- 17 - 22 de novembre: El vehicle es mou 197 m, envia 14 imatges petites de la Lluna i 12 vistes panoràmiques, durant 10 sessions de comunicacions. També va conduir anàlisis del sòl lunar.
- 9 - 22 de desembre: 1.522 m

1971:
- 8 - 20 de gener: 1.936 m
- 8 - 19 de febrer: 1.573 m
- 9 - 20 de març: 2.004 m
- 8 - 20 d'abril: 1.029 m
- 7 - 20 de maig: 197 m
- 5 - 18 de juny: 1.559 m
- 4 - 17 de juliol: 220 m
- 3 - 16 d'agost: 215 m
- 31 d'agost - 14 de setembre: 88 m

Un panorama pres pel Lunokhod 1

## Fi de missió i resultats
Els controladors va acabar la seva última sessió de comunicacions amb el Lunokhod 1 a les 13:05 UT del 14 de setembre de 1971. Els intents per restablir contacte van ser finalment discontinuats i les operacions del Lunokhod 1 van ser oficialment donades per acabades el 4 d'octubre de 1971, l'aniversari de l'Sputnik 1. Durant els seus 322 dies terrestres d'operacions, el Lunokhod va viatjar 10.540 metres i va enviar més de 20.000 imatges de TV i 206 panorames en alta resolució. A més, va realitzar 25 anàlisis de sòl lunar amb el seu espectròmetre de fluorescència de raigs X RIFMA i va utilitzar el penetròmetre en 500 ubicacions diferents.

## Ubicació actual

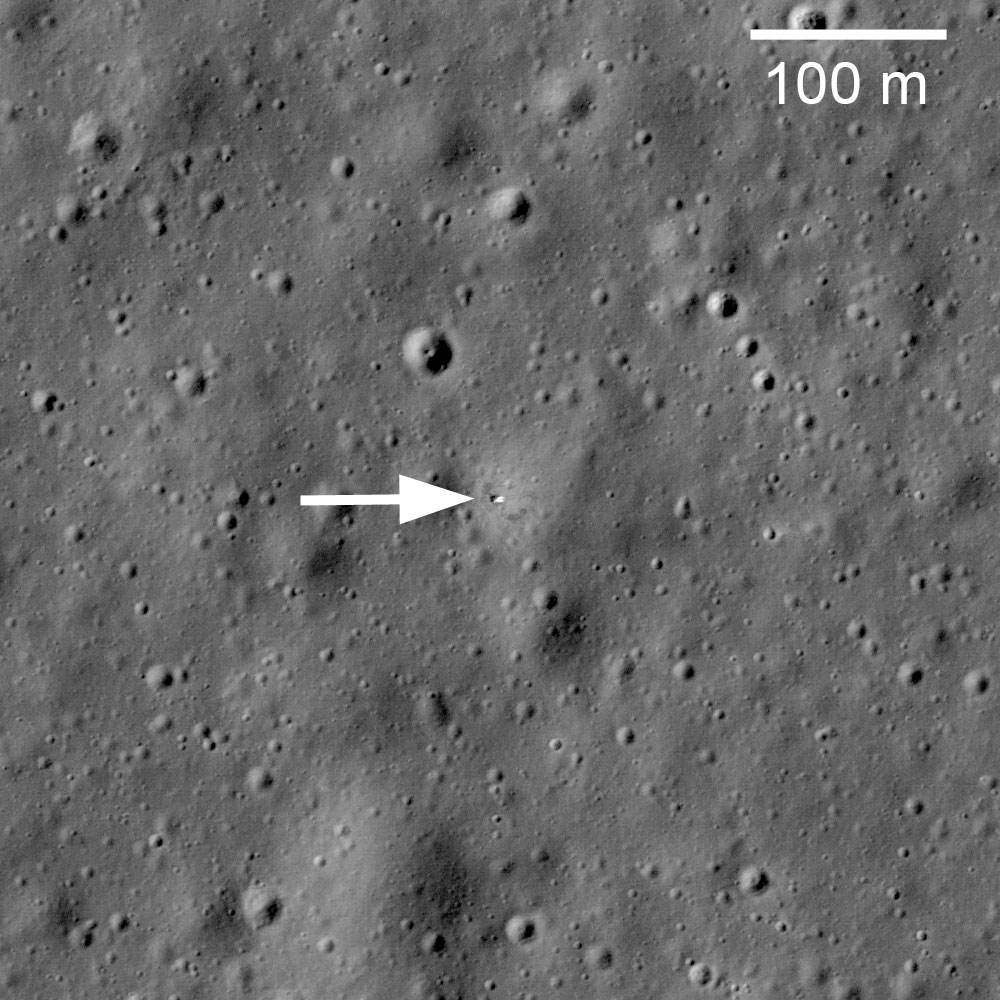
Imatge del LRO del 2010

La ubicació final del Lunokhod 1 va ser incerta fins al 2010, ja que l'experiment de retroreflector de làser lunar no havia pogut detectar un senyal de retorn des del 1971. En el 17 de març de 2010, Albert Abdrakhimov va trobar tant el mòdul de descens com l'astromòbil en la imatge M114185541RC del Lunar Reconnaissance Orbiter. A l'abril de 2010, l'equip de l'Apache Point Observatory Lunar Laser-ranging Operation (APOLLO) de la Universitat de Califòrnia, San Diego, va utilitzar les imatges del LRO per trobar l'orbitador prou a prop per als rangs de mesuraments de làser (per distància). En el 22 d'abril de 2010 i en els dies següents, l'equip va mesurar amb èxit la distància diverses vegades. La intersecció de les esferes descrites per les distàncies mesurades a continuació, van determinar la ubicació actual del Lunokhod 1 en 1 metre. L'APOLLO és ara utilitzant el reflector del Lunokhod 1 per a experiments, ja que van descobrir, per sorpresa, que tornava molt més llum que altres reflectors a la Lluna. D'acord amb un anunci de premsa de la NASA, l'investigador de l'APOLLO Tom Murphy va declarar, "Tenim al voltant de 2.000 fotons del Lunokhod 1 en el nostre primer intent. Després de gairebé 40 anys de silenci, aquest astromòbil encara té molt a dir."
Al novembre de 2010, la ubicació de l'astromòbil s'ha determinat en centímetres. La ubicació a prop de l'extremitat de la Lluna, combinada amb la capacitat de variar el rang de l'astromòbil fins i tot quan és a la llum del sol, promet ser particularment útil per determinar els aspectes del sistema Terra-Lluna.